# Coelopisthia intermedia
Coelopisthia intermedia är en stekelart som beskrevs av Girault 1916. Coelopisthia intermedia ingår i släktet Coelopisthia och familjen puppglanssteklar. Inga underarter finns listade i Catalogue of Life.